# XMMS
XMMS (X MultiMedia System) és un reproductor de música molt semblant a Winamp, inclús els accessos directes són els mateixos ens els dos programes. És programari lliure i funciona en plataformes Unix i BSD sota llicència GNU GPL. Va ser crear per Peter i Michael Alm el novembre de 1997. L'última versió estable va ser la 1.2.11, publicada el 16 de novembre de 2007. Originalment era conegut com a X11Amp, però gràcies a l'espònsor de 4Front Technologies, el 1999 va canviar el nom a XMMS.
XMMS és capaç de reproduir CD's d'àudio i alguns dels formats d'àudio més coneguts com ara MP3, OGG, WAV, WMA, FLAC, MPG, MP4, DSM, MOD, MPC, OGX, SPX, TTA, AAC, així com llistes de reproducció. També suporta l'ús de skins per personalitzar-ne l'aspecte i l'ús de complements per afegir-ne funcionalitats, com per exemple la reproducció d'alguns formats de vídeo, l'ús d'un comandament a distància, la sortida a una pantalla LCD externa o l'apagat de l'ordinador a una hora determinada. El motor de so de XMMS es pot triar a les opcions, suportant tant ALSA com DirectSound.
La interfície del programa està formada per tres finestres. La finestra principal és la que es carrega al iniciar el programa. Conté els controls per poder gestionar totes les funcions de reproducció i també poder obrir les altres dues finestres. La segona finestra és l'equalitzador, que és l'eina que permet calibrar l'òptima sortida d'àudio segons els altaveus que es tinguin instal·lats. La tercera finestra és la llista de reproducció. Totes tres finestres es poden acoblar entre elles i es pot ajustar igual que en Winamp.
Actualment, XMMS no és compatible amb els sistemes UNIX/Linux que utilitzin GTK+2.0, només funciona en sistemes que tinguin GTK+1.2.